# DDR-Fußballmeisterschaft der Junioren 1952
Die DDR-Fußballmeisterschaft der Junioren 1952 war die 3. Auflage dieses Wettbewerbes, der von der Sektion Fußball im Deutschen Sportausschuß durchgeführt wurde. Der Meister wurde in einem Endrundenturnier ermittelt, das vom 20. bis 24. Mai 1952 im sächsischen Bad Elster stattfand. Im Finale gewann die BSG Chemie Bitterfeld mit 2:1 gegen die BSG Turbine Erfurt.

## Teilnehmende Mannschaften
An der DDR-Fußballmeisterschaft der Junioren (A-Jugend) für die Altersklasse (AK) 17/18 nahmen die Landesmeister der fünf Länder auf dem Gebiet der DDR und der Meister aus Ost-Berlin teil. Spielberechtigt waren Spieler bis zum 18. Lebensjahr (Stichtag: 1. August 1933).
Für die Meisterschaft qualifizierten sich folgende fünf Landesmeister und der Meister aus Ost-Berlin:
| - Mecklenburg BSG Lokomotive Stralsund - Sachsen BSG Motor Mitte Zwickau - Thüringen BSG Turbine Erfurt | - Ost-Berlin Sportfreunde Johannisthal - Brandenburg BSG Lokomotive Frankfurt - Sachsen-Anhalt BSG Chemie Bitterfeld |

## Modus
In der Endrunde wurden die Spiele in zwei Staffeln zu je drei Mannschaften nach dem Modus „Jeder gegen Jeden“ ausgetragen. Die beiden Staffelsieger ermittelten den DDR-Meister.

## Endrunde

### Gruppe 1
Spiele
| Datum                  |                          | Ergebnis |                         |
| ---------------------- | ------------------------ | -------- | ----------------------- |
| Di, 20. Mai, 14:30 Uhr | BSG Motor Mitte Zwickau  | 1:1      | BSG Turbine Erfurt      |
| Mi, 21. Mai, 14:30 Uhr | BSG Lokomotive Stralsund | :        | BSG Motor Mitte Zwickau |
| Do, 22. Mai, 14:30 Uhr | BSG Lokomotive Stralsund | 2:3      | BSG Turbine Erfurt      |

Abschlusstabelle
| Pl. | Mannschaft               | Sp. | S | U | N | Tore    | Quote | Punkte |
| --- | ------------------------ | --- | - | - | - | ------- | ----- | ------ |
| 1.  | BSG Turbine Erfurt       | 2   | 1 | 1 | 0 | 004:300 | 1,33  | 03:10  |
| 2.  | BSG Motor Mitte Zwickau  | 1   | 0 | 1 | 0 | 001:100 | 1,00  | 01:10  |
| 3.  | BSG Lokomotive Stralsund | 1   | 0 | 0 | 1 | 002:300 | 0,67  | 0:20   |

### Gruppe 2
Spiele
| Datum                  |                           | Ergebnis |                          |
| ---------------------- | ------------------------- | -------- | ------------------------ |
| Di .20. Mai, 16:00 Uhr | BSG Lokomotive Frankfurt  | :        | BSG Chemie Bitterfeld    |
| Mi .21. Mai, 16:00 Uhr | Sportfreunde Johannisthal | :        | BSG Lokomotive Frankfurt |
| Do 22. Mai, 16:00 Uhr  | Sportfreunde Johannisthal | :        | BSG Chemie Bitterfeld    |

Abschlusstabelle
| Pl. | Mannschaft                | Sp. | S | U | N | Tore    | Quote | Punkte |
| --- | ------------------------- | --- | - | - | - | ------- | ----- | ------ |
| 1.  | BSG Chemie Bitterfeld     | 0   | 0 | 0 | 0 | 000:000 | 1,00  | 0:0    |
| 2.  | Sportfreunde Johannisthal | 0   | 0 | 0 | 0 | 000:000 | 1,00  | 0:0    |
| 3.  | BSG Lokomotive Frankfurt  | 0   | 0 | 0 | 0 | 000:000 | 1,00  | 0:0    |

## Finale
| Paarung               | BSG Turbine Erfurt – BSG Chemie Bitterfeld |
| Ergebnis              | 1:2 (1:1) |
| Datum                 | Samstag, 24. Mai 1952 um 16:00 Uhr |
| Stadt                 | Bad Elster |
| Zuschauer             | 2.000 |
| Schiedsrichter        | Schubert |
| Tore                  | 0:1 Grün (35.) 1:1 Hergt (40.) 1:2 Koltsch (47., Foulstrafstoß) |
| BSG Turbine Erfurt    | Mikulas – Lützendorf, Manfred Meinelt – Günther Vollrath, Mielitz, Dieter Schaaf – Rudi Dittrich, Anschütz, Lothar Weise, Helmut Hergt, Herrling Cheftrainer: Hans Carl                                    |
| BSG Chemie Bitterfeld | Heinz Marciniak – Rolf Koltsch, Gerald Wüstefeld – Herbert Nohl, Siegfried Werner, Bodo Gellen – Hubert Gloger, Lutz Schlosser, Lothar Ackermann, Johannes Grün, Lothar Möbius Cheftrainer: Kurt Fritzsche |